# Alcorcón
Alcorcón er en by og kommune i det centrale Spanien i Madrid-regionen. Den har et indbyggertal på 173.625 (2024) indbyggere. Byen er en satellitby til landets hovedstad Madrid, der ligger 13 kilometer nordøst for Alcorcón.